# Alter Stadthafen (Oldenburg)

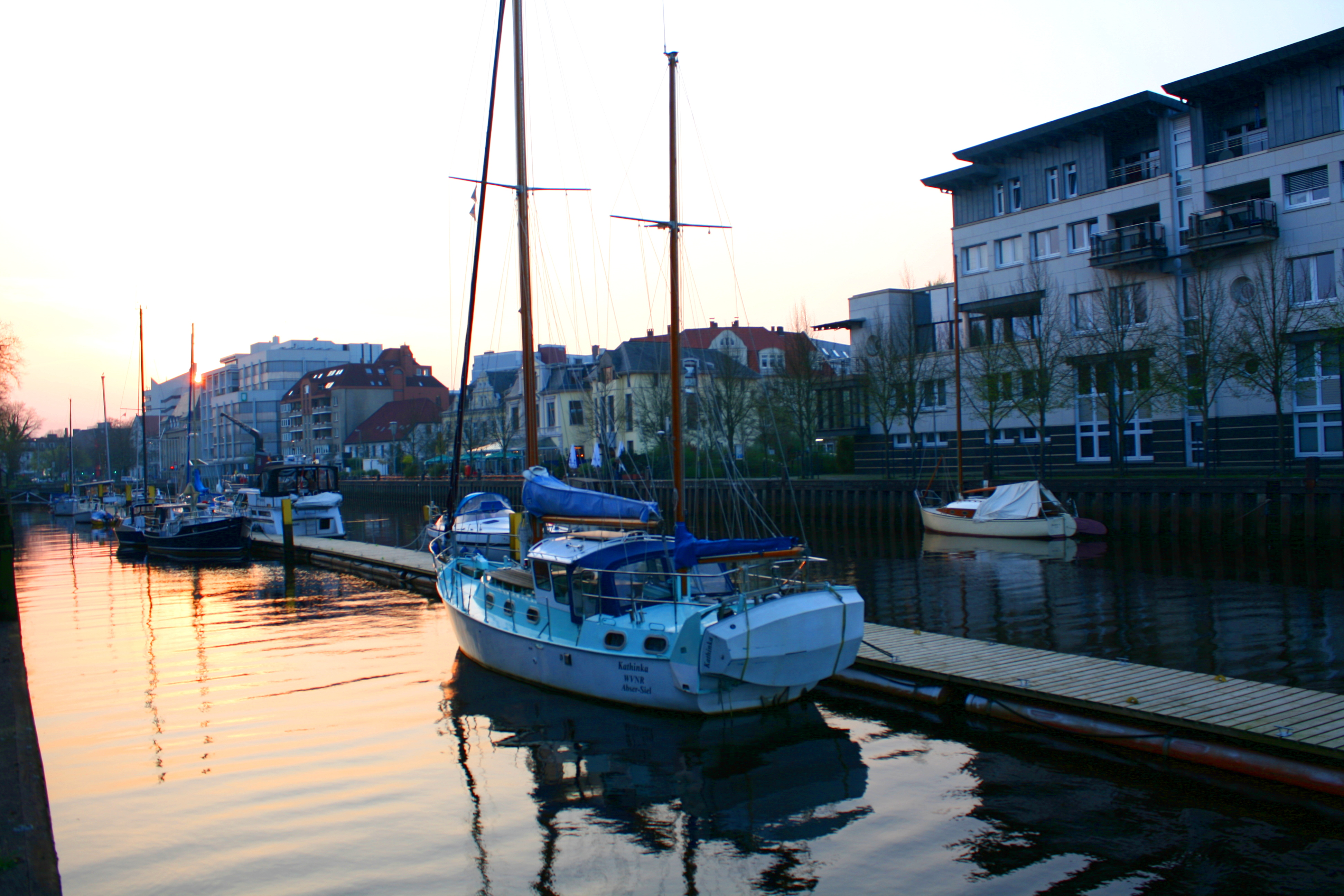
Alter Stadthafen

Der Alte Stadthafen ist ein in der Entwicklung befindliches Stadtumbaugebiet im Bereich des ehemals bedeutenden innerstädtischen Hafens der Stadt Oldenburg.
Der Bedeutungsverlust setzte Anfang der 1980er Jahre ein, als die Stadt Oldenburg für das Gebiet rund um den Stadthafen ein neues Nutzungskonzept beschloss. Die letzten Lagerhäuser und Silos wurden im Jahr 1987 abgerissen. Der Weggang der Lager- und Umschlagbetriebe wirkte sich auch auf das Umfeld des Stadthafens (Lokalschließung) aus. Nachdem die ersten Gebäude für Büronutzung (Arbeitsamt) errichtet worden waren, erkannte die Stadtverwaltung eine drohende Fehlentwicklung. Nach Stadtplanungsbeschlüssen von 2008 und einer Ausschreibung 2010 wird das vormalige Industrie- und Hafengelände seit 2013 zu einem Wohngebiet umgebaut. Die Bereiche nördlich der Hunte, bisher Standort von Schlachthöfen und Betriebsgleisen des Hauptbahnhofs, sind bereits größtenteils fertiggestellt und werden sowohl für Wohnungen als auch für Büro-, Dienstleistungs- und Gewerbeflächen genutzt. Das Staatstheater Oldenburg nutzte unter dem Projektnamen „Theaterhafen“ vom 19. Mai bis zum 1. Juli 2018 einen Bereich westlich davon als Ausweichspielstätte, während sein Hauptgebäude am Theaterwall saniert wurde.

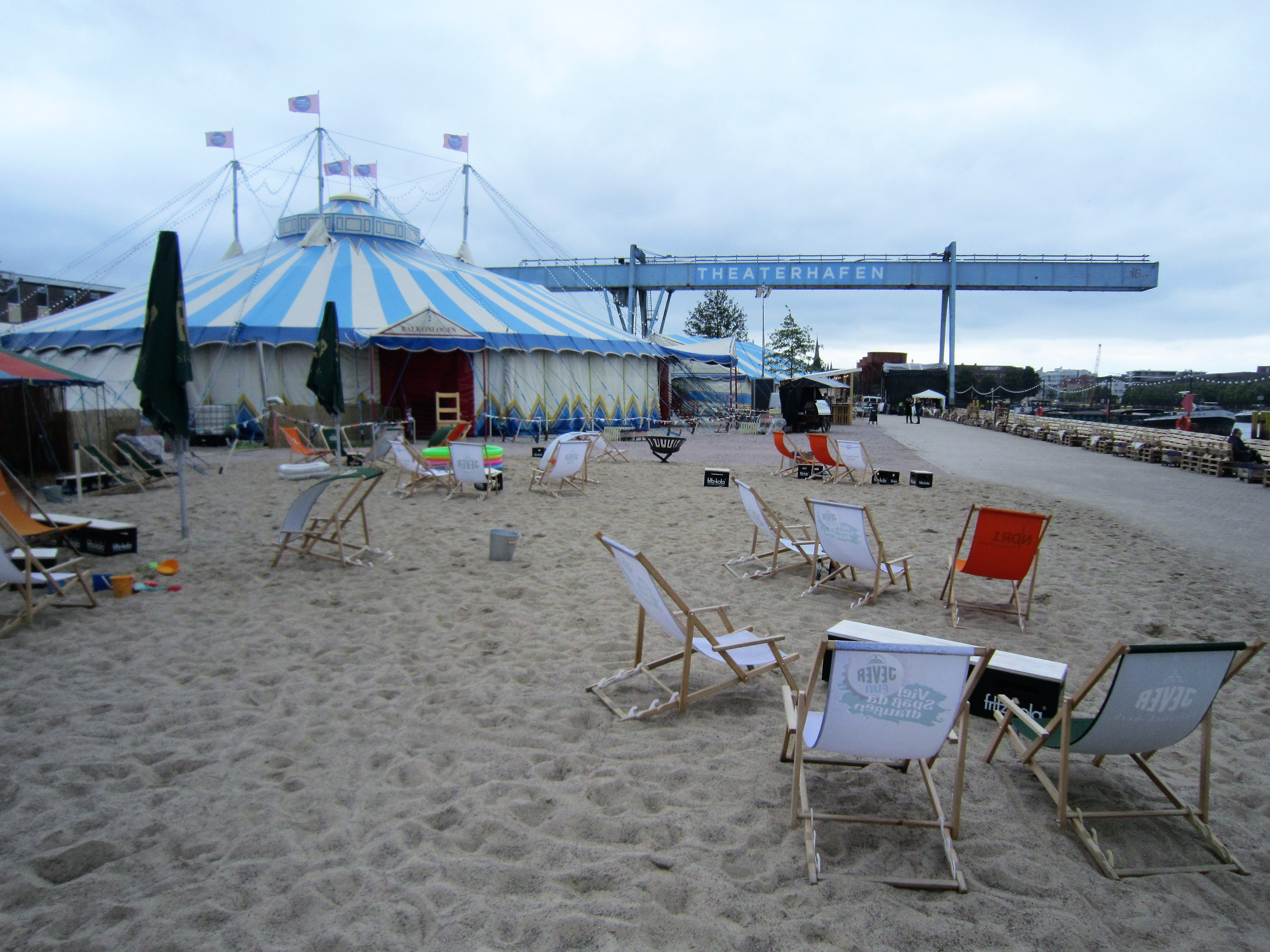
Ausweichquartier Theaterhafen (mit Stadtstrand) im Juni 2018

Im März 2016 gab die Firma Rhein-Umschlag die Schüttgut-Verladung am Alten Stadthafen auf und verlagerte ihren Betrieb in den Osthafen. Durch diese Maßnahme öffnete sie den Weg für eine Neugestaltung des Südufers des Alten Stadthafens unterhalb der Einmündung des Küstenkanals in die Hunte. In der derzeitigen Entwicklungsphase seit Sommer 2019 sollen auf diesem Areal Wohnungen, sowie Pflegeeinrichtungen, eine Kindertagesstätte, betreute Wohneinrichtungen, sowie Flächen für Büros, Gastronomie und eventuell Ateliers entstehen. Die knapp 300 Wohnungen in diesem Abschnitt, die teilweise subventioniert und für Wohnungssuchende mit Wohnberechtigungsschein reserviert sind, sollen Ende 2021 bis Anfang 2022 bezugsfertig sein.
Die Gesamtkosten des Stadtumbaus in diesem Bereich sollen sich auf circa 15,7 Millionen Euro belaufen, wobei Städtebaufördermittel des Bundes in Höhe von circa 10,2 Millionen Euro sowie circa 0,7 Millionen Euro EFRE-Mittel investiert werden.